# Classe Lapérouse
La classe Lapérouse è una classe di navi sviluppata e prodotta dalla DCAN a Lorient per la Marine nationale negli anni 80. Questa classe prende il nome dal navigatore francese Jean-François de La Pérouse.
Cinque navi sono state costruite. Tre sono delle navi idrografiche di 2ª classe (HCS: Hydrographic Survey (AGSC)), una è un pattugliatore di servizio pubblico (dal 2002, prima era una nave idrografica di 2ª classe) e l'ultima è una nave di sperimentazione della guerra di mine (HCS: Auxiliary General Experimental (AGE)).
Le tre navi idrografiche sono utilizzate dal Service hydrographique et océanographique de la Marine (SHOM), insieme alle navi Beautemps-Beaupré (BHO) e Pourquoi pas? (NO).

## Navi
| Nome              | Impostazione     | Varo             | Ingresso in servizio | Porto base |
| ----------------- | ---------------- | ---------------- | -------------------- | ---------- |
| Lapérouse (A 791) | 11 giugno 1985   | 15 novembre 1986 | 20 aprile 1988       | Brest      |
| Borda (A 792)     | 2 settembre 1985 | 15 novembre 1986 | 16 giugno 1988       | Brest      |
| Thétis (A 785)    | 8 marzo 1986     | 15 novembre 1986 | 9 novembre 1988      | Brest      |
| Laplace (A 793)   | 1 settembre 1987 | 9 novembre 1988  | 5 octobre 1989       | Brest      |
| Arago (P 675)     | 20 giugno 1989   | 6 settembre 1990 | 9 luglio 1991        | Papeete    |